# لوکاس اکین
لوکاس اکین (انگلیسی: Lucas Akins؛ زادهٔ ۲۵ فوریهٔ ۱۹۸۹) بازیکن فوتبال اهل بریتانیا است.
از باشگاه‌هایی که در آن بازی کرده‌است می‌توان به باشگاه فوتبال نورتویچ ویکتوریا، باشگاه فوتبال همیلتون آکادمیکال، باشگاه فوتبال ترانمره راورز، باشگاه فوتبال برتون آلبیون، باشگاه فوتبال هادرزفیلد تاون، باشگاه فوتبال پاتریک تیسل، و باشگاه فوتبال استیونج اشاره کرد.